# Lysá pod Makytou
Lysá pod Makytou je obec na Slovensku v okrese Púchov. Nachází se v údolí řeky Biela voda mezi Bílými Karpatami a Javorníky v nadmořské výšce 350–400 metrů nad mořem (střed obce 360 metrů nad mořem). Žije zde přibližně 2 100 obyvatel.
Obec svůj název obdržela podle vrchu Makyta (922 m n. m.), který se nad ní tyčí. Přes obec vede od konce 30. let 20. století železniční trať Hranice na Moravě – Púchov.
V obci se nachází římskokatolický kostel sv. Štefana z roku 1824.